# Octaviania plena
Octaviania plena är en svampart som beskrevs av J.W. Cribb 1958. Octaviania plena ingår i släktet Octaviania och familjen Boletaceae.   Inga underarter finns listade i Catalogue of Life.